# Гамово (Николаевская область)
Гамово (укр. Гамове) — село в Веселиновском районе Николаевской области Украины.
Основано в 1862 году. Население по переписи 2001 года составляло 172 человек. Почтовый индекс — 57070. Телефонный код — 5163. Занимает площадь 0,342 км².

## Местный совет
57070, Николаевская обл., Веселиновский р-н, с. Кубряки